# Dwarsvaart (Drachten)
De Dwarsvaart, verdeeld in de Noorderdwarsvaart en Zuiderdwarsvaart, is een noord-zuid lopende straat in de Friese plaats Drachten.

## Geschiedenis
Voor 1600 bestond Drachten uit twee kleine dorpen: Noorderdrachten en Zuiderdrachten. Achter deze dorpjes lag een uitgestrekt hoogveengebied, geschikt voor turfwinning. In 1641 sloot de koopman Passchier Bolleman samen met een aantal boeren uit Drachten een overeenkomst om een vaart te graven van Drachten naar Bakkeveen: de Drachtster Compagnonsvaart. Door deze ontwikkeling werd Drachten een centrale turfplaats.
Om het achterland te ontginnen werden de Noorder- en Zuiderdwarsvaart haaks op de Drachtster Compagnonsvaart gegraven. Deze vaarten werden gebruikt om de turf te vervoeren richting Drachten en van daaruit landinwaarts. Ook werd de vaart gebruikt voor de afwatering van het hoogveengebied.

### Dempen van de Dwarsvaarten
Vanwege stadsuitbreiding en het einde van de turfwinning werden de Noorder- en Zuiderdwarsvaart op 8 mei 1954 gesloten voor scheepvaart maar het duurde nog enkele jaren voordat het dempen begon. De Noorderdwarsvaart is tussen 1960 en 1967/68 gefaseerd gedempt, de Zuiderdwarsvaart werd ook in gedeeltes in 1963 en 1967 gedempt. Langs de voormalige vaart zijn nog oude boerderijen en arbeiderswoningen te vinden.
In 2019 werd op de kruising van de Noorder- en Zuiderdwarsvaart met de Kaden en de Raai een rotonde aangelegd.

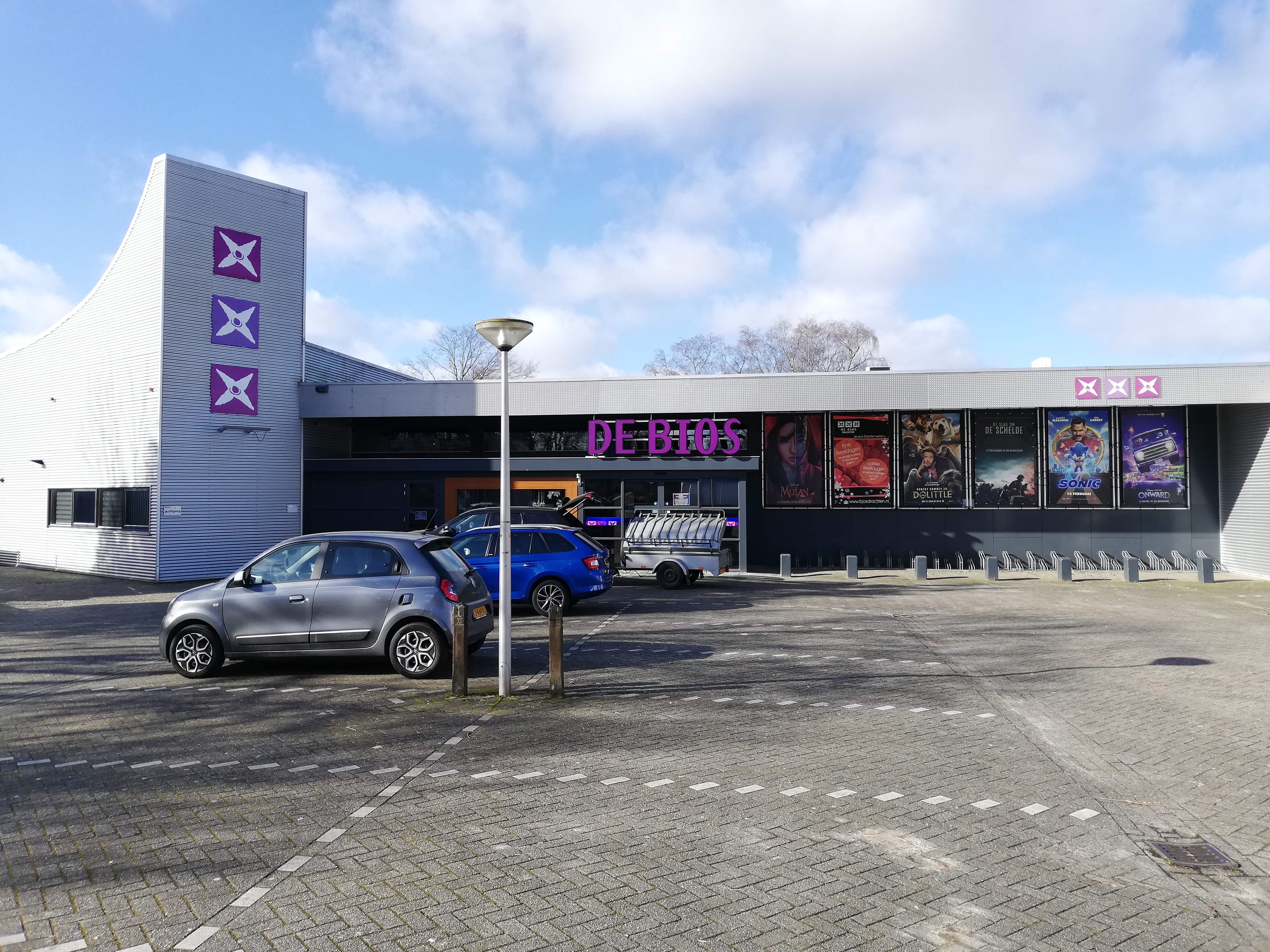
Bioscoop De Bios aan de Noorderdwarsvaart.
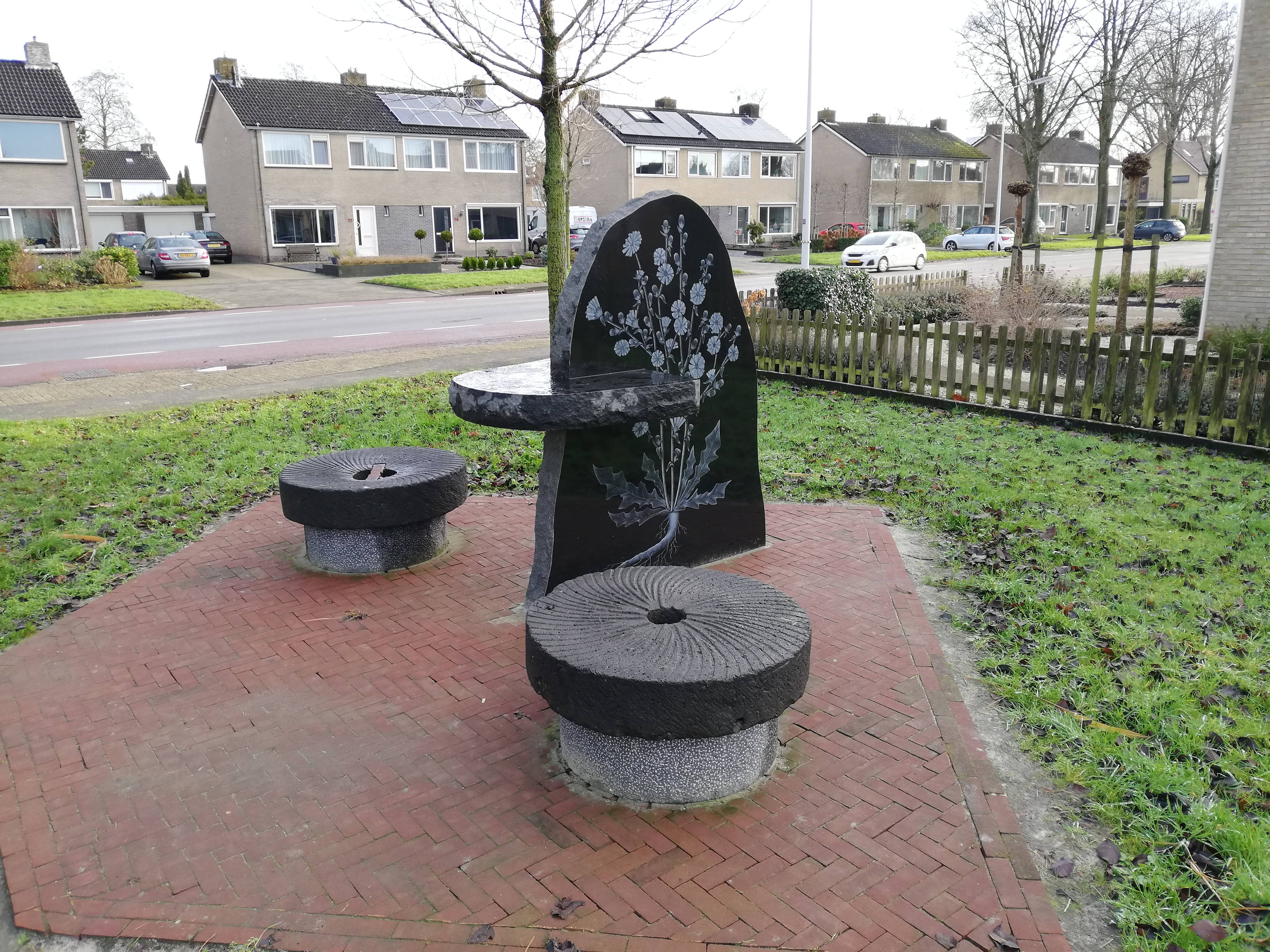
Kunstwerk als aandenken aan de voormalige cichoreifabriek 'Werkmanslust' op de driesprong Zuiderdwarsvaart-Fabriekslaan.